# Hout zagen

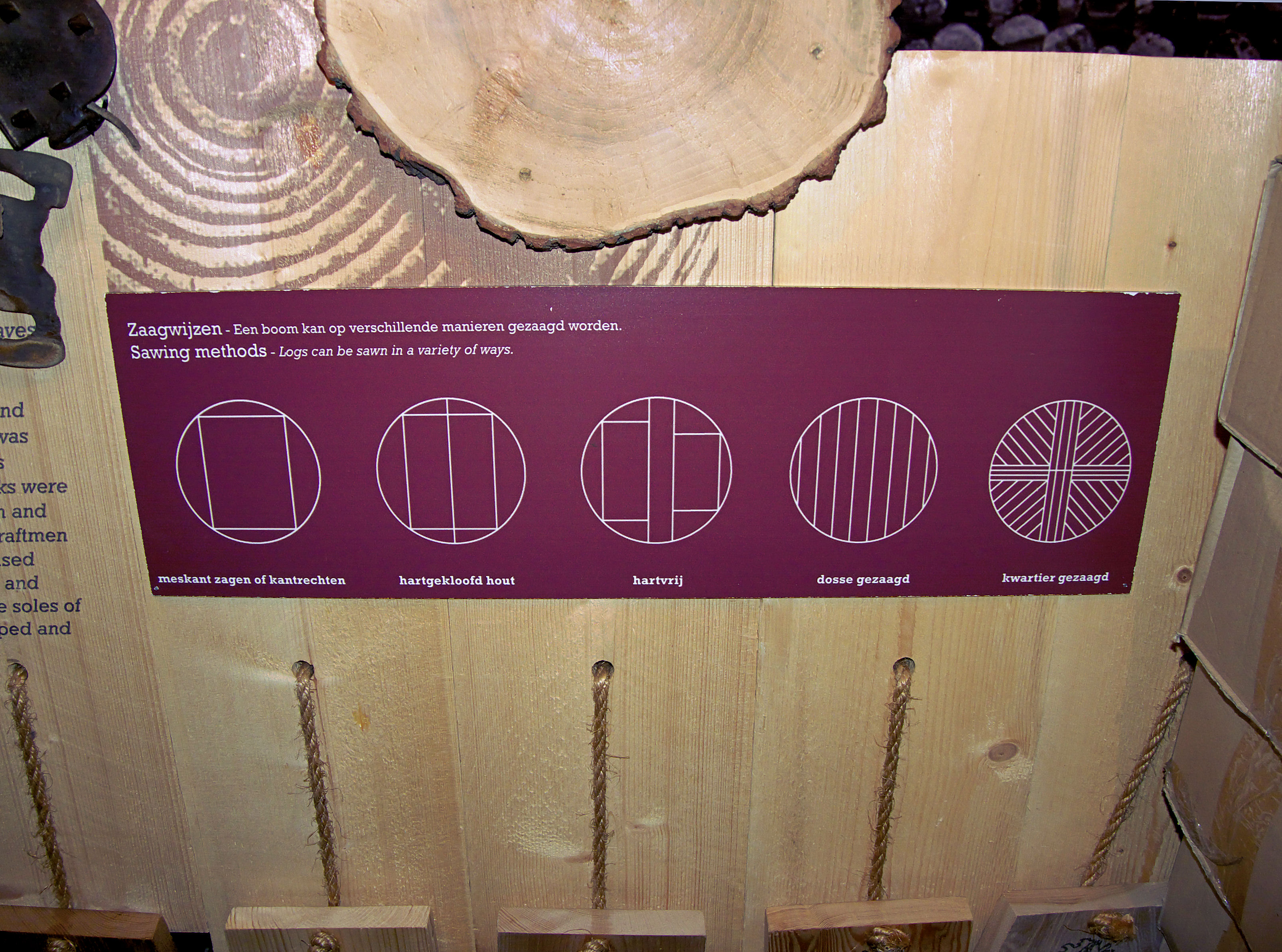
V.l.n.r.: kantrechten, hartgekloofd, hartvrij, dosse, kwartier

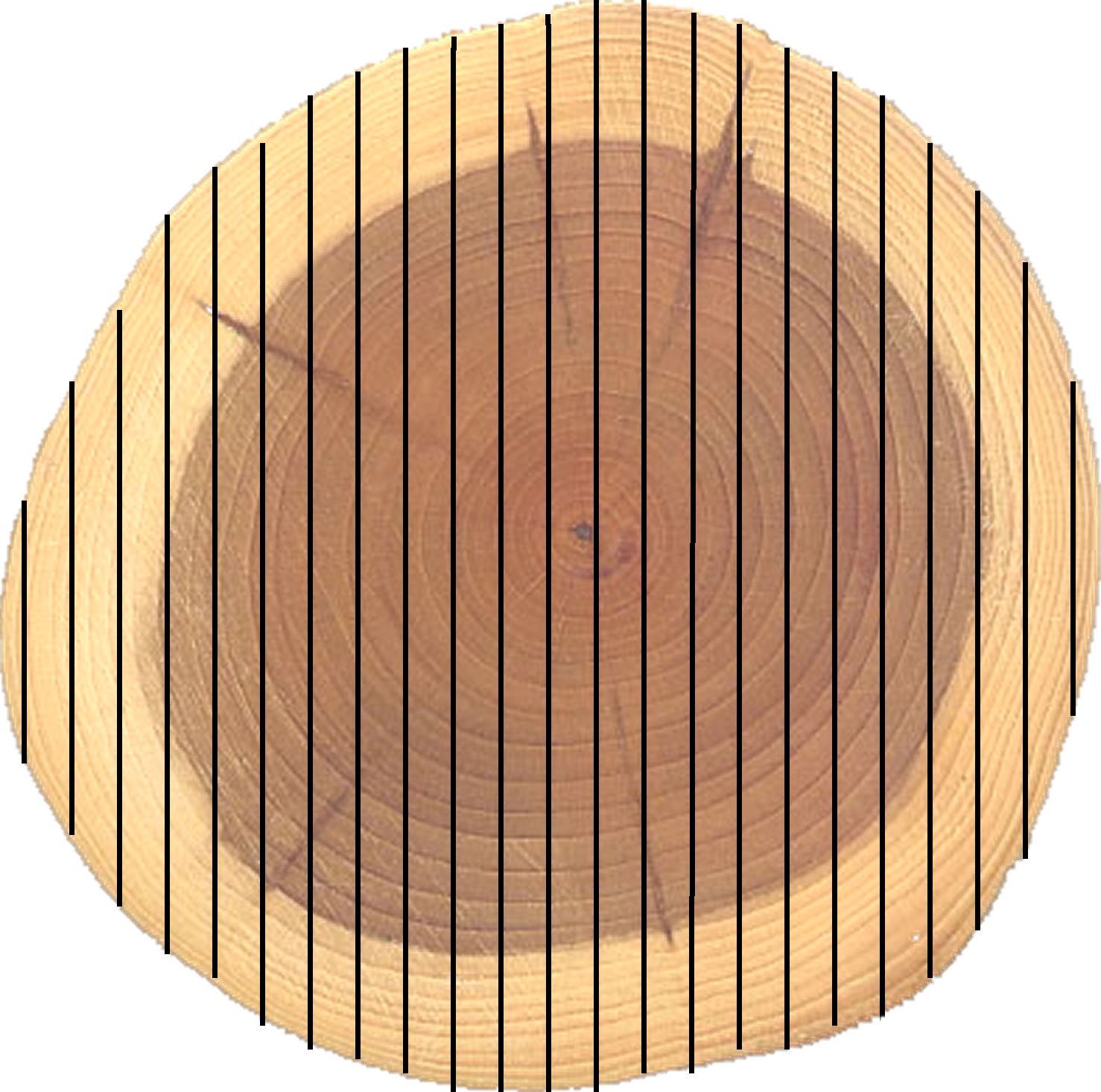
Dosse zagen

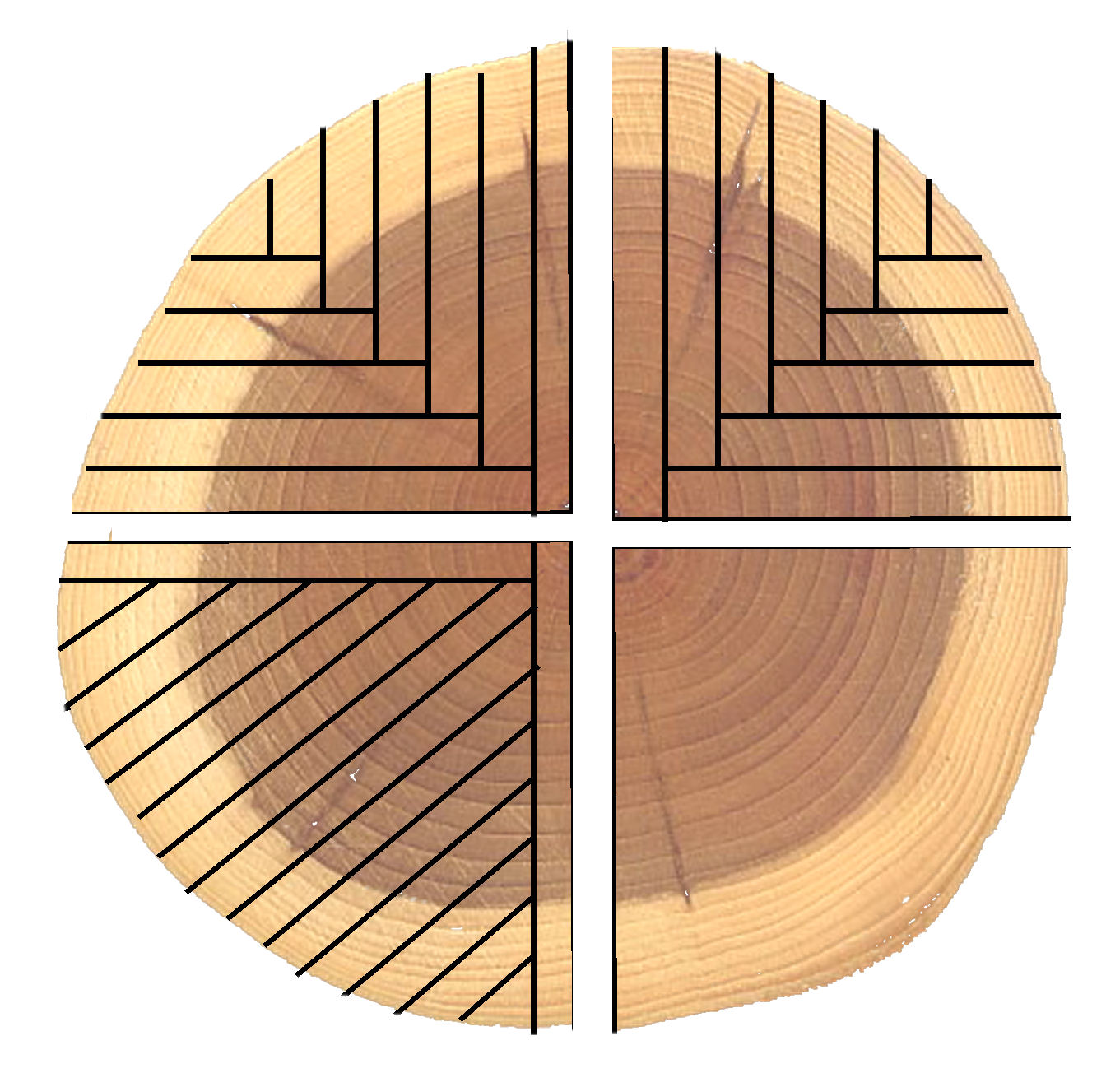
Kwartiers zagen (radiaal). Boven: eenvoudige methode; linksonder: betere methode

Hout zagen is een vorm van houtbewerking. Hout is op twee manieren te zagen:
1. schulpen, in de lengterichting (met de vezel mee).
2. afkorten, in de breedterichting (dwars op de vezel).

Bomen kunnen afhankelijk van de beoogde toepassing op verschillende manieren worden verzaagd. Dat kan in drie verschillende hoofdrichtingen: radiaal, tangentiaal of axiaal. Bij elke richting gelden verschillende eigenschappen van hout. Bij het zagen moet rekening gehouden worden met krom- en scheluw trekken, zwellen en krimpen ofwel het werken van hout. Ook is er verschil tussen hout afkomstig van de buitenkant van de boom (spinthout) en het veel hardere kernhout. Het spinthout heeft nog een functie bij het transport van groeivocht. Het kernhout dient alleen nog voor stevigheid van de boom. Op het kopse vlak zijn duidelijk de groeiringen te zien.
Op het tangentiale vlak tekenen zich vlamvormige motieven af. Vooral in de meubelindustrie wordt hier veelvuldig gebruik van gemaakt. Kasten en andere meubelen krijgen een levendig uiterlijk door de vlamtekening.

## Zagen
Bij kwartiergezaagd hout wordt de boomstam eerst in vier kwarten gezaagd welke vervolgens tot planken worden verzaagd. De groeiringen zijn dan zichtbaar als strepen.
De manier van zagen heeft ook invloed op het werken van hout, met name het krimpen en zwellen. Bij zuiver kwartiers gezaagd hout verloopt dit voornamelijk in de breedte en kromtrekken valt niet op.
Bij op dosse gezaagd hout ontstaat kromtrekken door het verschil in krimp van de verschillende houtrichtingen. Grofweg is de verhouding lengtekrimp : radiale krimp : tangentiale krimp 1 : 10 : 20. Een dosse gezaagde plank krimpt aan de buitenzijde meer dan aan de binnen (hartgerichte) zijde en dat is de reden dat de plank sterk 'werkt', ofwel krom trekt, in breedte verandert door het seizoen heen en vaak al snel scheuren gaat vertonen. Hierdoor lijden ook eventueel aangebrachte verf- en laklagen. Verf of lak op een dosse gezaagde houten ondergrond scheurt en bladdert veel sneller dan op kwartiers gezaagde houten ondergrond.

## Zaag
De zaagtand van een zaag heeft twee schuine kanten, te weten:
1. de tandborst, dit is de kant die naar voren is gericht. Bij zagen wordt de tandborst belast.
2. de tandrug, dit is de kant die naar achteren is gericht. De tandrug dient een vrijloop te hebben, zodat de spaan afgevoerd kan worden.

Daarnaast zijn er nog enkele onderdelen van belang, en wel:
- de tandgrond, die mag niet te scherp zijn in verband met het inscheuren.
- de tandholte, in deze ruimte (tussen tandrug en tandborst) wordt het zaagsel meegevoerd.
- de tandhoogte, de afstand tussen tandgrond en de punt van de tand.
- de tandsteek, de afstand tussen de tandpunten. Een tandsteek bepaalt of de zaag voor grof werk of voor fijn werk geschikt is.

De lijn waarin de snijpunten van de zaag liggen, heet de snijlijn. Voor correct zagen zijn twee soorten zaag nodig: één voor het schulpen en één voor het afkorten. De stand van de tand is erg belangrijk voor het goed snijden van de zaag.
Bij Japanse zagen is alles precies omgedraaid, omdat deze zagen getrokken worden en niet, zoals bij de Europese varianten, geduwd. Dat betekent dat de zagen uit Japan dunner kunnen zijn omdat er geen drukkrachten op komen.

### Schulpen
De tand van de schulpzaag of paneelzaag (massief/plaatmateriaal) moet bij schulpen in de lengterichting door het hout zagen. De punt van de tand moet een krul maken. De punt heeft dan de vorm van een beiteltje dat door het hout wordt geduwd.

### Afkorten

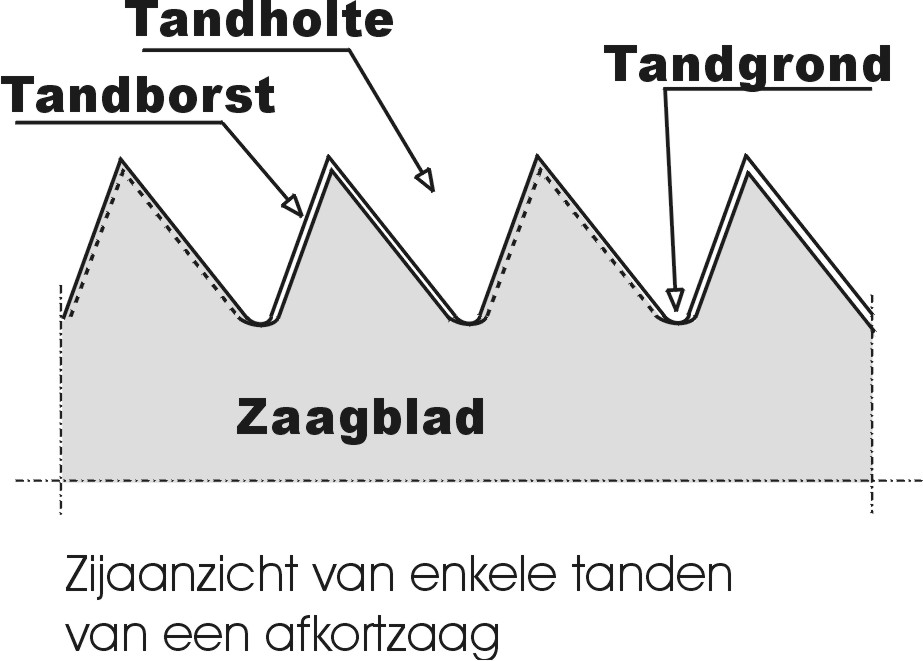
Zijaanzicht van enkele tanden van een afkortzaag

De tand van de afkortzaag moet de vezel dwars doorsnijden. Als hier een schulptand gebruikt wordt, worden de vezels niet doorgesneden maar gebroken. Het hout zal dan aan de zijkant en aan de achterkant gaan rafelen. De tand van de afkortzaag hangt voorover, waardoor de tandborst de vezels beter doorsnijdt. De tand heeft een negatieve spaanhoek.
- Als de tandborst van de zaagtand een kleine negatieve spaanhoek heeft, dan loopt deze zaag veel 'op stoot'.
- Als de tandborst van de zaagtand een grotere negatieve spaanhoek heeft, dan staat deze minder 'op stoot'.

Zaagtanden die meer op stoot staan, zijn geschikt voor grof zaagwerk. Zaagtanden die minder op stoot staan, zijn geschikt voor fijner zaagwerk. Er zijn ook zagen die een tandvorm hebben, die tussen de schulptand en de afkorttand in ligt. Daardoor is met deze zagen zowel te schulpen als af te korten, er is dan dus maar één handzaag nodig.